# Бранка Зечевић
Бранка Зечевић (29. март 1999, Никшић) црногорски и српски је извођач традиционалне музике.
Живи и одраста у Подгорици. Бранка је завршила студије архитектуре. Бави се певањем изворне музике и члан је фолклорног ансамбла ,,Црна Гора”. Певала је у хору Светог Козме Етолског, при храму Христовог Васкрсења у Подгорици. Одржала је бројне концерте. Прва Бранкина песма је песма Светиње, посвећена црногорским литијама из 2020. године.

## Дискографија

### Албуми
- Хиљаду Видовдана (2023)

### Синглови
- Светиње (2020)
- Јечам жњела (2020)
- Ђедов завјет (2021)
- Хиљаду Видовдана (2022)
- Знаш ли рећи ко је Пеђа (2022)
- Српкињица једна мала (2023)
- Гледала сам с Кома плава (2023)